# Järnvägsolyckan i Sunshine
Järnvägsolyckan i Sunshine inträffade klockan 20.50 den 20 april 1908 i Sunshine i Victoria i Australien då ett persontåg från Bendigo krockade bakifrån med ett stillastående persontåg från Ballarat. 44 personer omkom och 413 skadades, varav 72 fick allvarliga skador. Olyckan var, vid tiden, den värsta järnvägsolyckan som någonsin inträffat i landet.